# Základní škola nám. Curieových
Základní škola nám. Curieových je základní škola nacházející se na adrese nám. Curieových 2 v Praze 1.

## Počátky školy
O výstavě budovy, kde se dnes škola nachází, bylo rozhodnuto Radou královského hlavního města Prahy v roce 1893, poté co se zjistilo, že obecná škola u sv. Haštala nestačí počtu žáků ve školním obvodu. Do nové budovy se nastěhovaly dvě školy. Škola obecná pro chlapce u sv. Kříže Většího a Škola obecná pro dívky u sv. Haštala. Dále se v budově nacházela mateřská škola s opatrovnou.

## Historie budovy
Od roku 1893 kdy byla budova školy postavena, se v ní vystřídala mnoho různých škol a bylo provedeno mnoho změn, ať už pouze v názvu, či přímo ve změně tříd.
| 1862–1892 | Obecná chlapecká a dívčí škola u sv. Haštala                                                                                               |
| 1893–1897 | Obecná chlapecká škola u sv. Kříže Většího, Obecná dívčí škola u sv. Haštala                                                               |
| 1898–1908 | Měšťanská a obecná škola chlapecká u sv. Kříže Většího, 1. samostatná obecná chlapecká škola u sv. Kříže, Obecná škola dívčí u sv. Haštala |
| 1909–1913 | Měšťanská škola chlapecká u sv. Kříže Většího, 2. samostatná obecná škola u sv. Kříže Většího, Obecná škola dívčí u sv. Haštala            |
| 1914–1924 | Měšťanská škola chlapecká u sv. Kříže, 1. a 2. samostatná obecná škola u sv. Kříže sloučeny, Obecná dívčí škola u sv. Haštala              |
| 1925      | Zrušena Měšťanská škola chlapecká u sv. Kříže Většího                                                                                      |
| 1925–1939 | přistěhována Staroměstská měšťanská škola chlapecká v Praze 1, Staroměstská obecná škola chlapecká v Praze 1                               |
| 1940–1944 | Staroměstská měšťanská škola chlapecká v Praze 1, 1. obecná škola chlapecká v Praze 1                                                      |
| 1945–1947 | Staroměstská měšťanská škola chlapecká v Praze 1, 1. obecná škola chlapecká v Praze 1, Městské dívčí gymnásium Charlotty G. Masarykové     |
| 1948–1952 | 1. střední škola v Praze 1, 1. národní škola v Praze 1.                                                                                    |
| 1953–1957 | 1. osmiletá střední škola v Praze 1 |
| 1958–1960 | Jedenáctiletá škola v Praze 1 |
| 1961–1977 | Základní devítiletá škola v Praze 1 |
| 197–1996  | Základní škola |
| od 1996   | Základní škola nám. Curieových |
| od 2007   | V budově se nachází první čtyři ročníky Gymnázia prof. J. Patočky                                                                          |

## Bývalí žáci školy
- Pavel Toufar – spisovatel, novinář
- Eva Slámová – překladatelka, divadelní režisérka
- Jan Stöckl – akademický malíř, restaurátor
- David Hošek – boxerský reprezentant ČR
- Alena Ježková – novinářka a spisovatelka[1]

## Kroužky a další školní akce
Škola nabízí velké množství zájmových kroužků, jako např. florbal, řezbářství, vaření, keramika, mažoretky a spousta další. Dále je zde také možnost, pro úspěšné žáky 1. stupně, účasti v tzv. programu mimořádně nadaných žáků, kde se tito žáci budou scházet ve skupinkách a dále, podrobněji probírat látku z běžných hodin, jako např. výuka matematiky na dvou úrovních. Žáci mají také možnost se jednou za dobu jejich studia zúčastnit lyžařského kurzu, na kterém se naučí lyžovat každý. Škola se také pravidelně zúčastňuje různých akcí, podporující žáky ve třídění, jako například sběr papíru, nebo sběr hraček a drobných elektrozařízení, ve kterém se dokonce škola umístila na krásném 3. místě v roce 2007/2008 v soutěži základních školy v Praze. Školu také na začátku každého roku navštíví nějaká významná osoba, například v roce 2015 nové žáky do školy přivítal prezident republiky Miloš Zeman.